# نهائي كأس إيطاليا 1964
نهائي كأس إيطاليا 1964 هي المباراة النهائية من منافسة كأس إيطاليا 1963–64، أقيمت المباراة في 1 نوفمبر 1964، في ملعب تورينو الأولمبي، بين فريقي نادي روما، ونادي تورينو، وفاز فيها نادي روما، بعد أن هزم نادي تورينو، بنتيجة 1 - 0، وكان حكم المباراة Giulio Campanati ‏.

## تفاصيل المباراة
لعبت المباراة النهائية في 1 نوفمبر 1964.
| نادي روما  | 1 -0 | نادي تورينو |
| ---------- | ---- | ----------- |
| No ID 85 ' |      |             |